# Laurent Simonetti
Laurent Simonetti (* 1959; † 7. April 2008 durch Suizid) war französischer Theatermusiker, der in Deutschland als einer der profiliertesten Bühnenmusiker galt.

## Leben
Laurent Simonetti wurde als Kind italienischer Einwanderer in der Nähe von Paris geboren und wuchs in Frankreich auf. An der Hochschule für Musik und Theater Hannover studierte er ab 1977 Akkordeon und arbeitete seit 1982 als freier Musiker und Komponist, anfänglich in der Hauptsache für verschiedene freie Theater im Raum Hannover.

## Wichtige Arbeiten
Im Jahr 1994 begann die Zusammenarbeit mit dem Regisseur Andreas Kriegenburg, für dessen Inszenierungen er regelmäßig spielte und komponierte. Gemeinsame Arbeiten entstanden mit „Kasimir und Karoline“, „Marat/Sade“, „Schillers Tell“, „Ein Volksfeind“ und „Adam Geist“ am Schauspielhaus Hannover, mit „Blaubart – Hoffnung der Frauen“ am Bayerischen Staatsschauspiel, mit „Lulu“ am Burgtheater Wien und am Deutschen Theater Berlin.
Am Thalia Theater (Hamburg) schrieb Laurent Simonetti die Musik für Kriegenburgs Inszenierungen von Maxim Gorkis „Nachtasyl“ (2000), „Kinder des Olymp“ nach dem Drehbuch von Jacques Prévert (2001), „Das Leben auf der Praça Roosevelt“ von Dea Loher (2004), „Die Jungfrau von Orléans“ (2005), die Uraufführung „Quixote in der Stadt“ von Loher/Kriegenburg/Simonetti und „Hexenjagd“, sowie „Die Zofen“ von Jean Genet (Regie Stephan Rottkamp) und „Das letzte Feuer“ von Dea Loher.
An den Münchener Kammerspielen, wo er verantwortlich für die Musik aller Inszenierungen von Andreas Kriegenburg war, arbeitete Laurent Simonetti auch mit Luk Perceval („Troilus und Cressida“ von William Shakespeare) und Stephan Rottkamp („Miss Sara Sampson“ von Gotthold Ephraim Lessing) zusammen.
Laurent Simonetti schrieb auch die Filmmusik für Florian Iwersens Film „Morgenland“ (2001) und trat als Schauspieler in einer TV-Produktion von Henrik Ibsens "Ein Volksfeind" auf.
Die Hauptinstrumente von Laurent Simonetti zur Komposition waren das Bandoneon und div. Roland Sampling Tasteninstrumente zur Klangerzeugung.